# Індекс тем маскулізму
Це покажчик тем, пов’язаних із маскулізмом, звільненням чоловіків, чоловічого руху та прав чоловіків:
- Аліменти
- Андроцентризм
- Андроцид
- Антифемінізм
- Військова повинність
- Вірілокальність
- Воррен Фаррелл
- Гендерний бінаризм
- Гендерна історія
- Гендерна ідентичність
- Гендерна нерівність
- Гендерне маркування в назвах посад
- Гендерно-нейтральна мова
- Гендерний мейнстримінг
- Гендерцид
- Дискримінація
- Дискримінація чоловіків авіакомпаніями
- Домашнє насильство
  - Домашнє насильство проти чоловіків
- Егалітаризм
- Економічна нерівність
- Ерін Піцці
- Жіночі пасажирські місця
- Маскулінність
- Маскулізм
- Мачо
- Мізандрія
- Міжнародний день чоловіків
- Насильство на побаченнях
- Об'єктивація
- Паперовий аборт
- Патерналізм
- Патріархат
- Патрилінійність
- Примусовий шлюб
- Профемінізм
- Репродуктивна справедливість
- Репродуктивні права
- Рух за права батьків
- Рух за права чоловіків
- Секс-війни, феміністичні
- Сексизм
- Сексуальна об'єктивація
- Сексуальна революція
- Сексуальне насильство
- Соціальне конструювання гендеру
- Соціологія сім'ї
- Статева рівність
- Статева сегрегація
- Статеві злочини
- Третя зміна
- Трофейна дружина
- Утробна заздрість
- Хлопець
- Чоловічі зв'язки
- Чоловічі привілеї
- Чоловічий визвольний рух
- Чоловічий прихисток
- Чоловічий рух
- Чоловік
- Чоловічі студії